# Prusinowo-Folwark
Prusinowo-Folwark – osada w Polsce położona w województwie wielkopolskim, w powiecie poznańskim, w gminie Kórnik.
W późniejszym okresie Folwark dołączono do sąsiadującej z Prusinowem miejscowości Biernatki. Do dziś jest nieoficjalną nazwą tej części miejscowości.